# Bifana

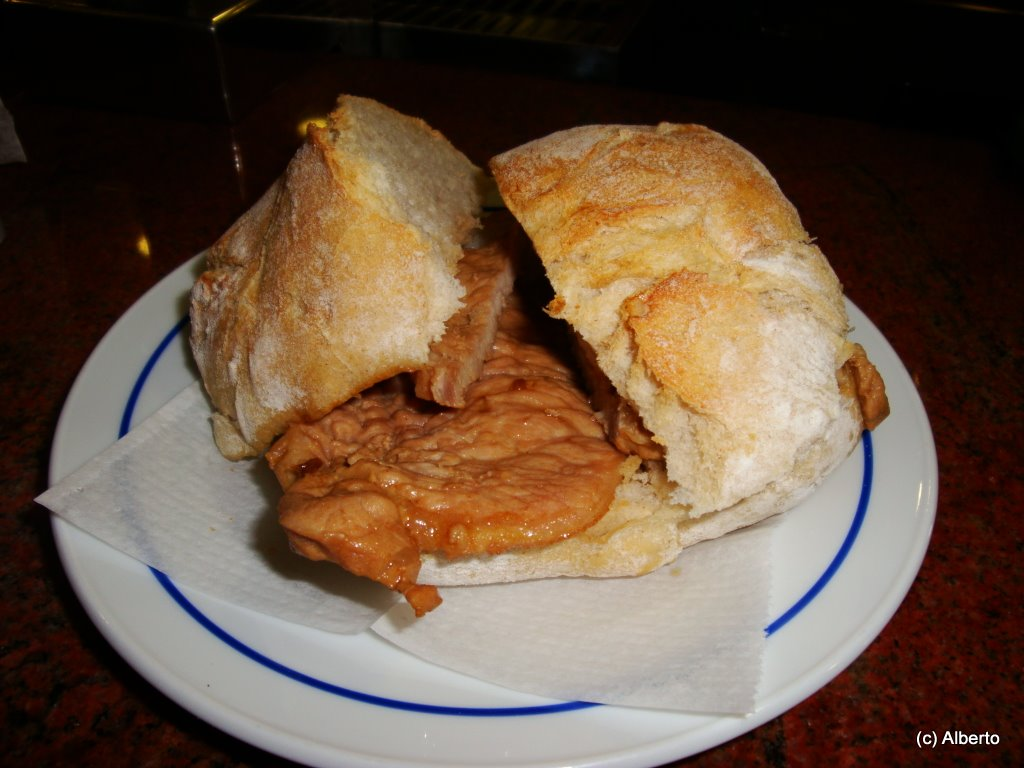
Bifana num prato.

Bifana é um prato típico português, criado em Vendas Novas. Consiste em febras de porco, cozinhadas à base de alho e vinho, que se põe dentro de pão aquecido. Normalmente, estas sandes de carne de porco são temperadas com mostarda ou molho picante. Este prato é servido tipicamente, em cafés, tascas e rulotes, nas Festas Populares que se desenrolam por todo o país.